# Örgryte nya kyrkogård

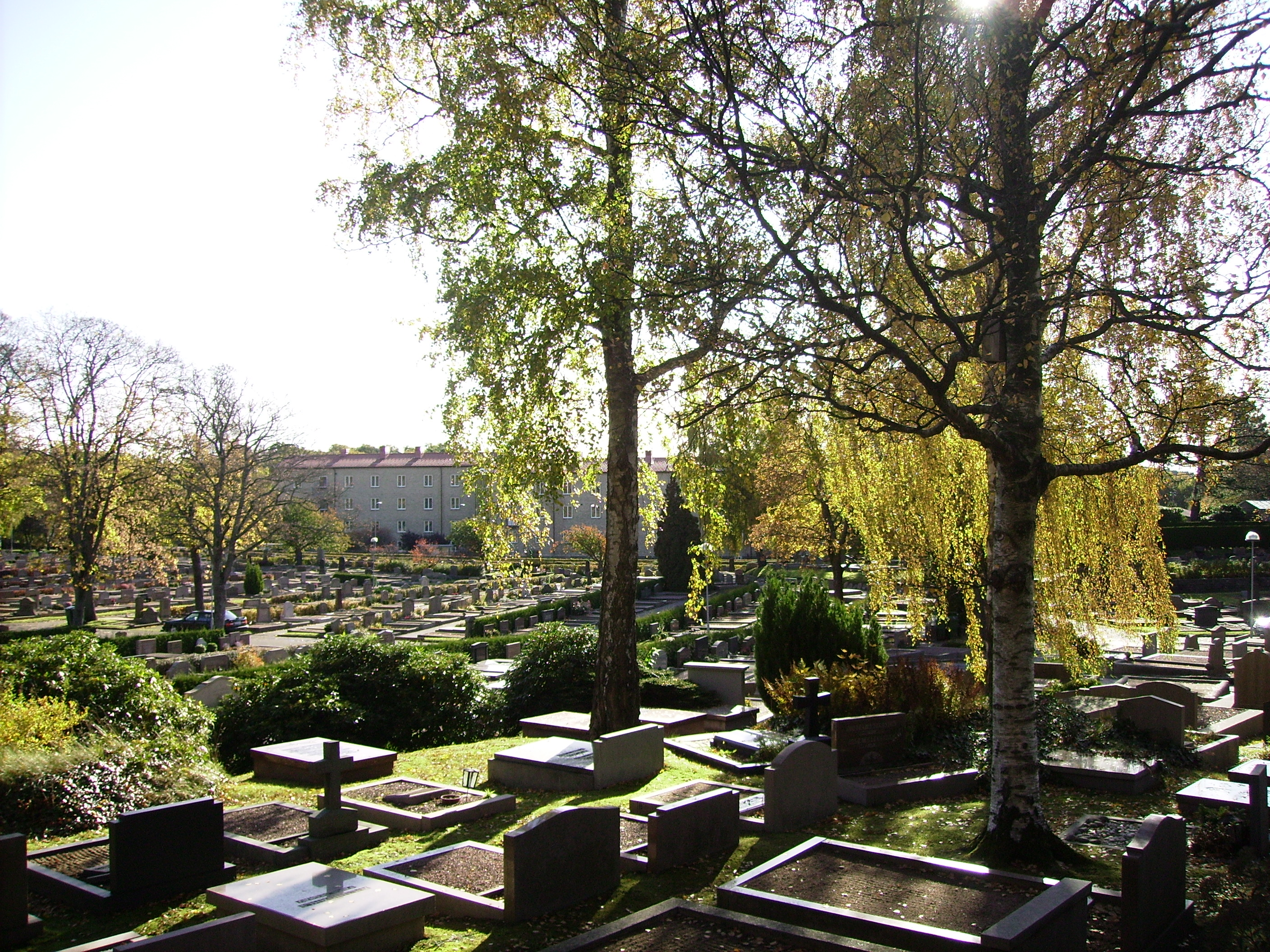
Örgryte nya kyrkogård

Örgryte nya kyrkogård ligger vid Danska vägen/Kärralundsgatan i stadsdelen Lunden i Göteborg. Kyrkogården invigdes 1890 och antalet gravar är 3 883. På kyrkogården har det tidigare funnits ett begravningskapell.

## Kända personer
- Inga-Britt Fredholm
- Wilhelm Friberg (1865-1932), stiftare av Örgryte IS den 4 december 1887.
- Douglas Håge
- John Kjellman (1862-1925), redaktör för tidskriften Landsbygden, och föregångsman inom Bondeförbundet.
- Mandus Mandelius
- Ivar Nilsson (skridskoåkare)
- Berta Hall

## Bildgalleri över gravstenar på Örgryte nya kyrkogård

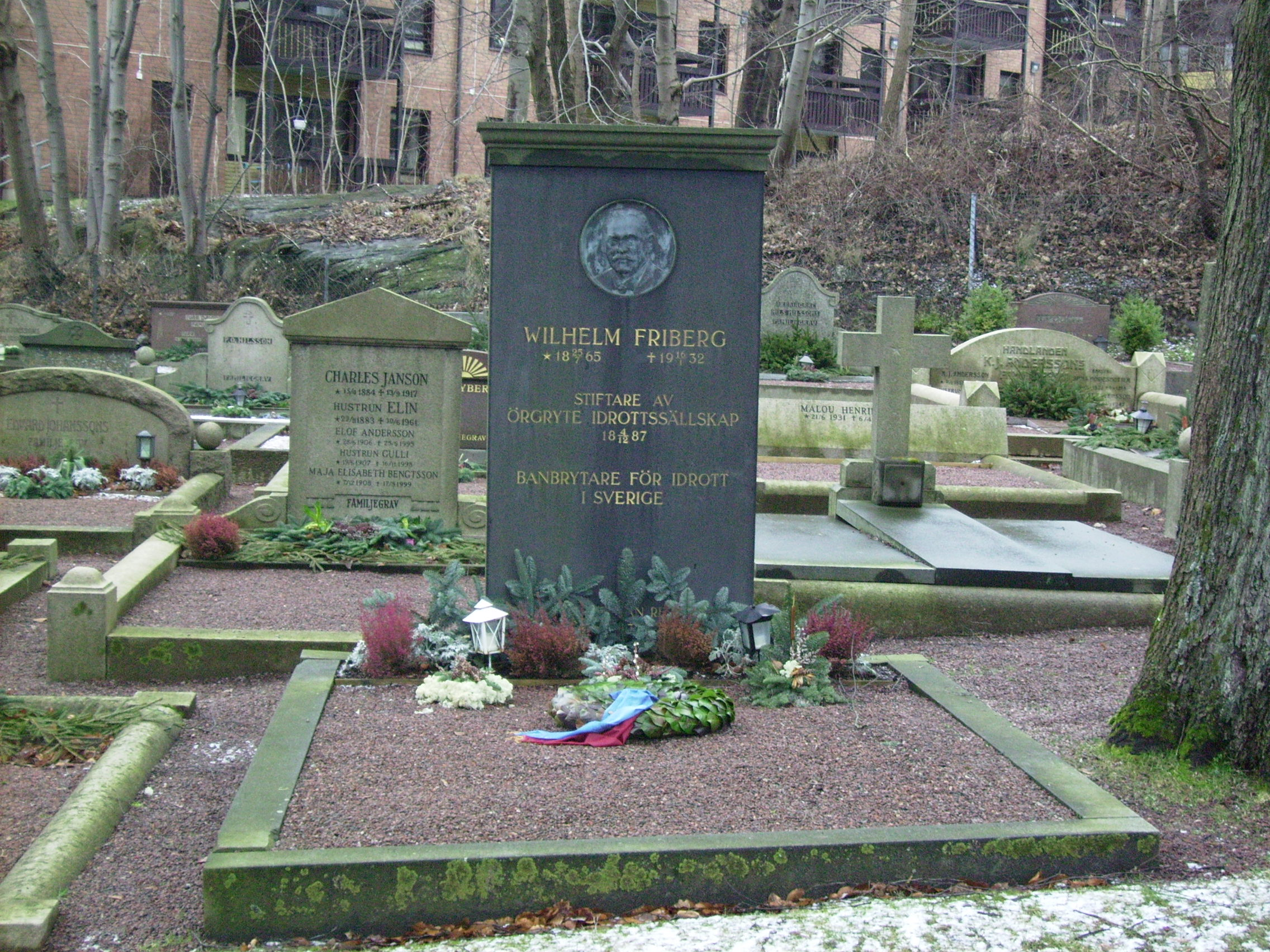
Wilhelm Friberg
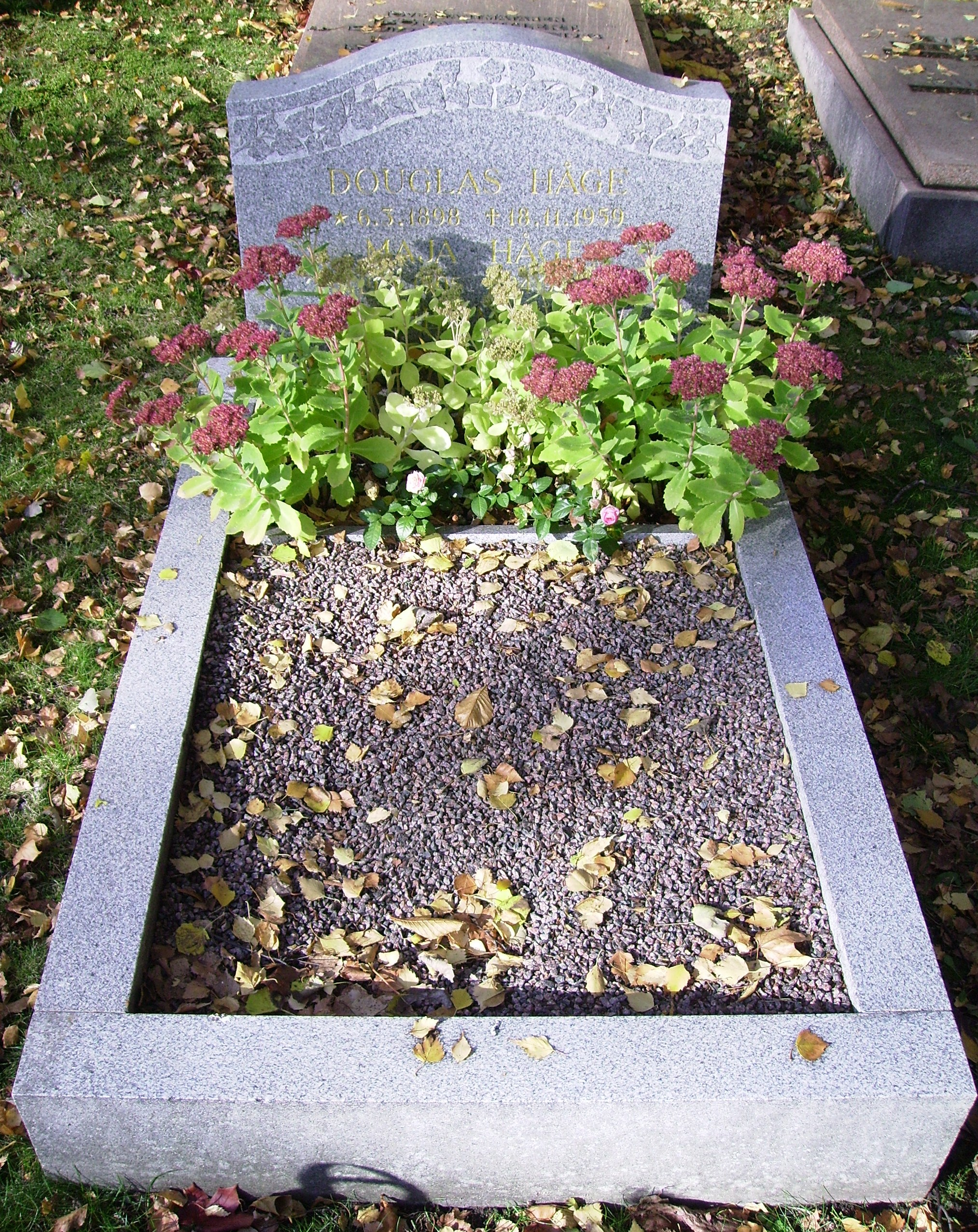
Douglas Håge
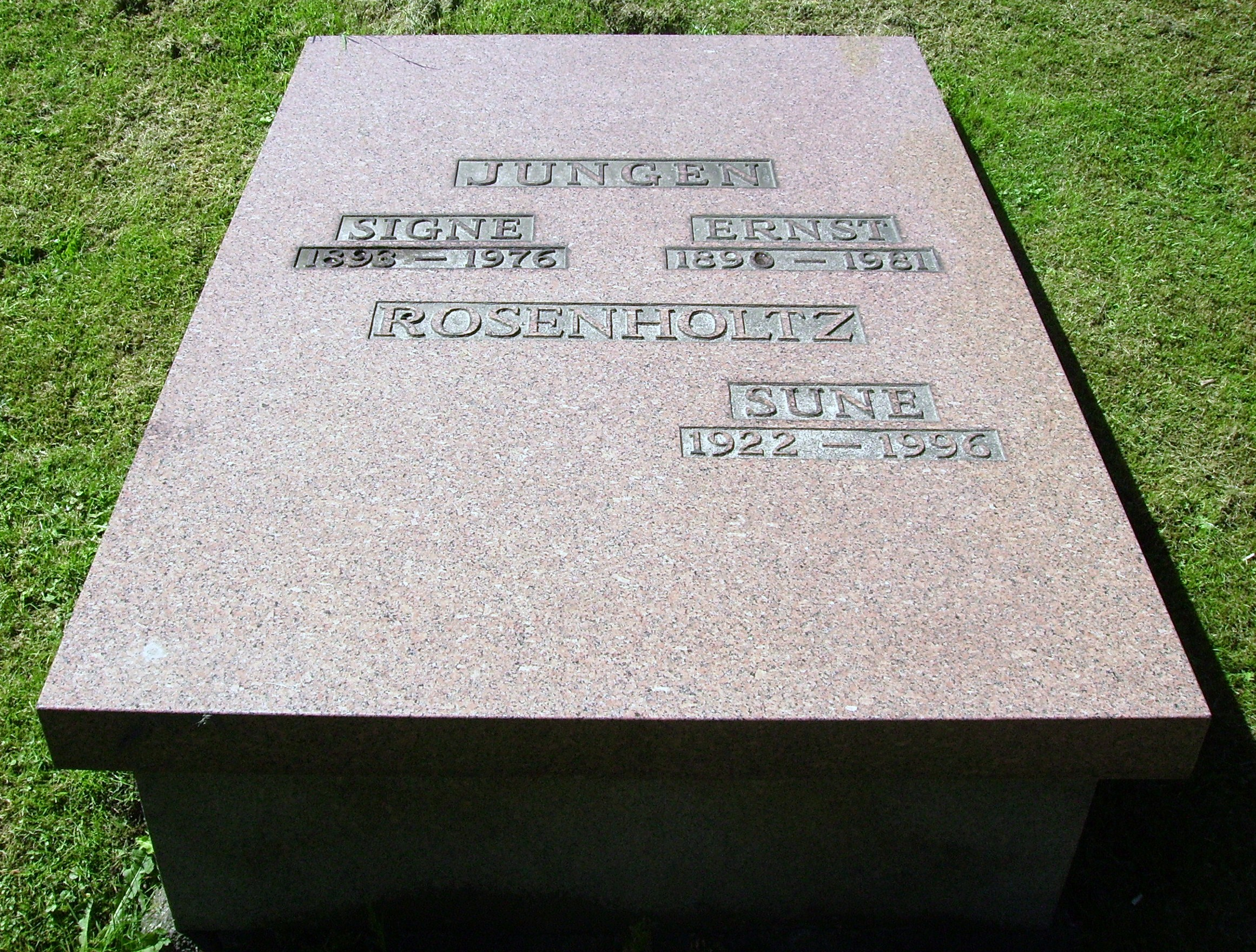
Ernst Jungen
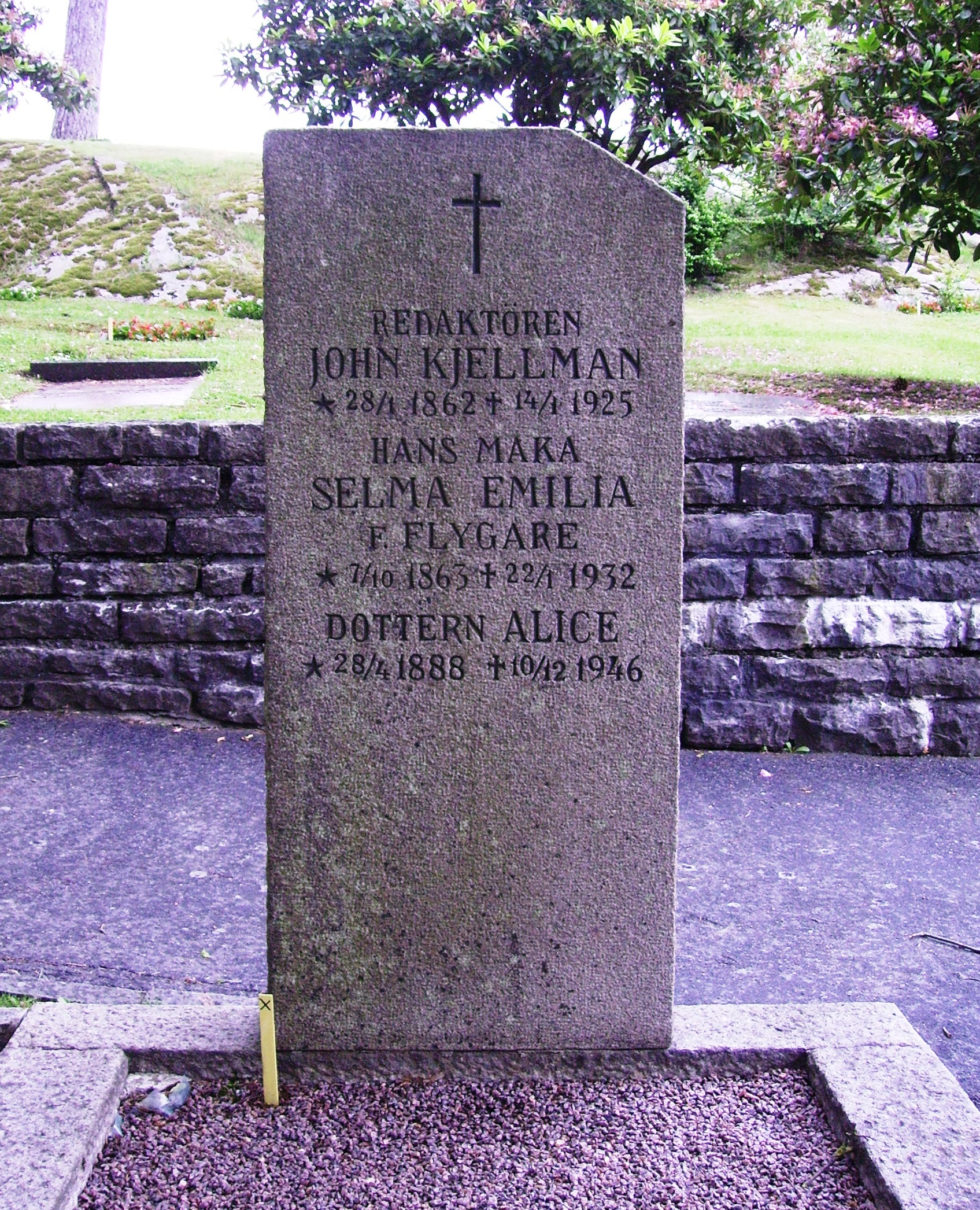
John Kjellman